# 워비치군

우치주 지도에 표시된 워비치군의 위치

워비치군(폴란드어: powiat łowicki)은 폴란드 우치주에 위치한 군으로 군청 소재지는 워비치이며 면적은 987.13km2, 인구는 82,338명(2006년 기준), 인구 밀도는 83명/km2이다.
북동쪽으로는 마조프셰주 소하체프군, 남동쪽으로는 스키에르니에비체군, 남쪽으로는 브제지니군, 남서쪽으로는 즈기에시군, 서쪽으로는 웽치차군, 쿠트노군, 북서쪽으로는 마조프셰주 고스티닌군과 접한다. 10개 지방 자치체(1개 도시, 9개 농촌)를 관할한다.

군기
군 문장